# Filmindustri AB Skandia

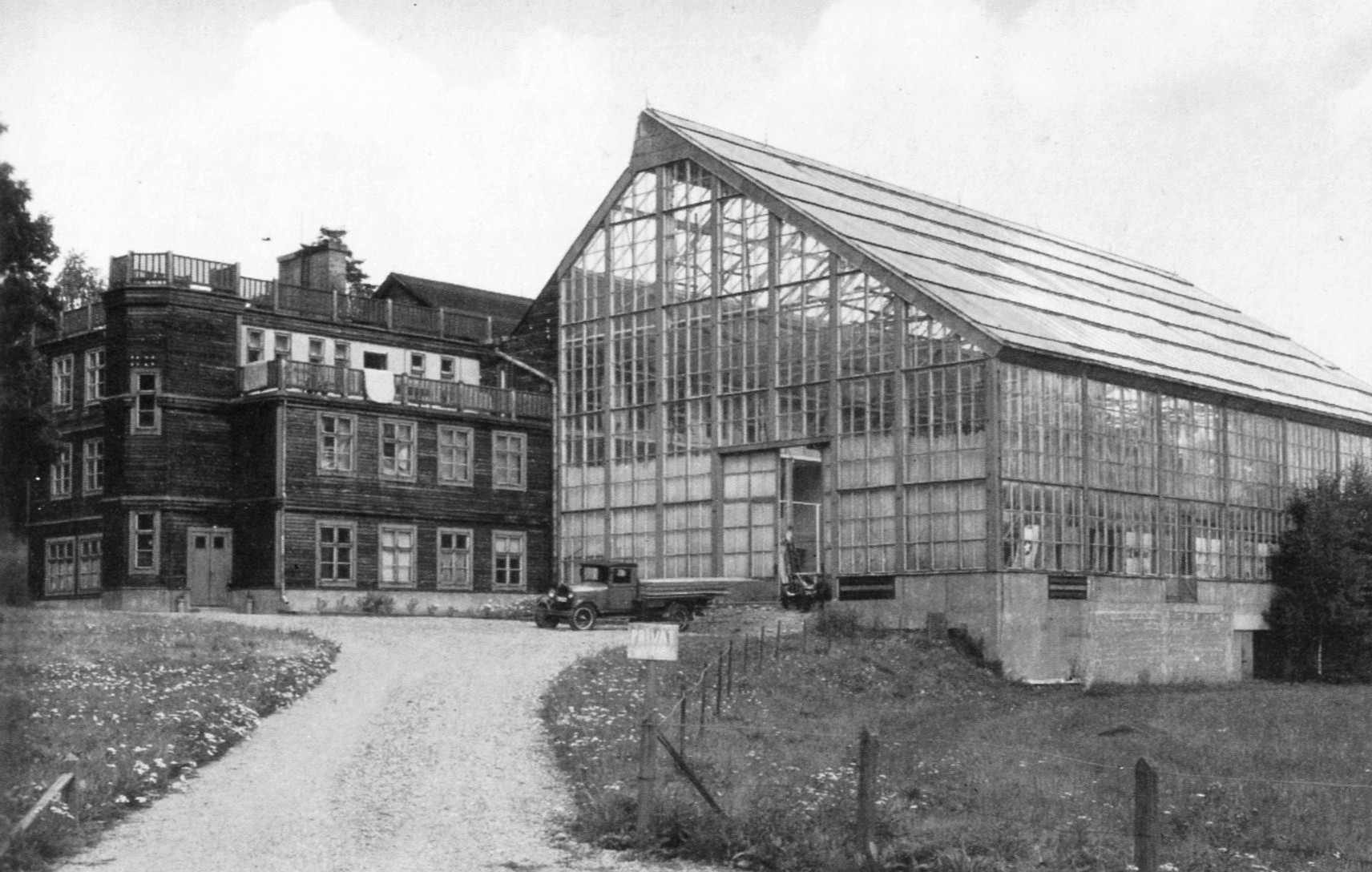
Skandiafilms ateljé, Stocksund 1919.

Filmindustri AB Skandia (även Skandiafilm) var ett svenskt filmbolag. Det bildades 1918 och blev redan 1919 en del av det då nybildade Svensk Filmindustri (SF).

## Historik
Under 1900-talets början startades ett flertal mindre filmbolag i Sverige. För att kunna överleva den hårdnade konkurrensen slogs ett flertal av dessa filmbolag den 17 maj 1918 samman. Det rörde sig om en fusion mellan Hasselbladfilm, Victorias Filmbyrå, Biograf AB Victoria, Svea-Films, Biograf AB Sverige och Pathé Frères filial. Företagets logotyp var ett vikingaskepp med texten "Skandiafilm" inunder.
Genom fusionen förfogade bolaget över en kedja av ett tjugotal egna biografer och goda distributionskanaler i Sverige och internationellt. I Göteborg hade bolaget filmstudior, och utanför Stockholm uppfördes en ny ateljé på Långängen, Stocksund. Ditt flyttades så småningom hela produktionen. Anläggningen revs 1936.
För att kunna konkurrera även internationellt beslöts på sommaren 1919 att slå ihop Svenska Biografteatern med Skandiafilm. Den 27 december 1919 genomfördes denna största affärstransaktion som förekommit inom svensk filmindustri. Det nya bolaget, som fick namnet AB Svensk Filmindustri, var så stort att man höll sig med två direktörer: Charles Magnusson och Nils Bouveng.

## Filmproduktioner i urval
- 1918 - Mästerkatten i stövlar
- 1918 - Spöket på Junkershus
- 1919 - Åh, i morron kväll
- 1919 - Ett farligt frieri
- 1919 - Hemsöborna
- 1919 - Löjtnant Galenpannas sista växel
- 1919 - Stenåldersmannen
- 1919 - Synnöve Solbakken
- 1920 - Bomben
- 1920 - Gyurkovicsarna
- 1920 - Ombytta roller
- 1920 - Robinson i skärgården
- 1920 - Thora van Deken